# 寺井広樹
寺井 広樹（てらい ひろき、1980年6月8日 - ）は日本の実業家、文筆家、株式会社たきびファクトリー代表。

## 略歴
- 兵庫県神戸市出身、同志社大学経済学部卒。大学3年次に早稲田大学政治経済学部に留学。
- 2009年4月に大学時代の先輩の離婚式をプロデュースしたことを皮切りに700組以上の式に携わる。
- 2013年1月、意識的に涙を流すことで心のデトックスを図る「涙活」を発案。
- 世界中の文房具店の試し書きの紙を集める試し書きコレクターでもあり、the peggiesの楽曲「I 御中〜文房具屋さんにあった試し書きだけで歌をつくってみました。〜」の制作に協力[1]。
- 2018年8月、銚子電気鉄道のスナック菓子「まずい棒」を考案・命名[2]。
- 漫画家・日野日出志とともに日野作品のライセンス管理、キャラクター制作を業とした日野プロダクションを設立[3]。
- 2018年6月6日、小説「電車を止めるな!」（PHP文芸文庫）が発売。
- 2019年7月、日野日出志の素顔に迫るドキュメンタリー映画「伝説の怪奇漫画家・日野日出志」の監督を務める[4]。
- 2020年8月28日、「電車を止めるな!」の映画版が公開[5]。

## 著作

### エッセイ・コラムなど
- 『離婚式へようこそ』（リンダパブリッシャーズ、2011年）
- 『心が元気になる涙のキキメ』（マガジンハウス、2013年）
- 『泣く技術 一瞬でストレスを消す「涙活」入門』（PHP研究所、2014年）
- 『お母さんへ「ありがとう」のラブレター』（リンダパブリッシャーズ、2014年）
- 『泣いてやせる！涙活ダイエット』（マキノ出版、2014年）
- 『人生を変える「涙」の法則』（スタンダードマガジン、2015年）
- 『「試し書き」から見えた世界』（ごま書房新社、2015年）
- 『企画はひっくり返すだけ！「離婚式」「涙活」を成功させたぼくのアイデア術』（CCCメディアハウス、2015年）
- 『天才子役は離婚する。』（愛育出版、2016年）
- 『広島の怖い話』（TOブックス、2016年）
- 『天国ポスト～もう会えないあの人に想いを届けます。』（トランスワールドジャパン、2016年）
- 『東北の怖い話』（TOブックス、2016年）
- 『北海道の怖い話』（TOブックス、2017年）
- 『東急東横線あるある』（TOブックス、2017年）
- 『JR埼京線あるある』（TOブックス、2017年）
- 『熊本の怖い話』（TOブックス、2017年）
- 『お化け屋敷で本当にあった怖い話』（TOブックス、2017年）
- 『日本懐かしオカルト大全』（辰巳出版、2017年）
- 『神戸あるある』（TOブックス、2018年）
- 『茨城の怖い話』（TOブックス、2018年）
- 『もし文豪たちが現代の文房具を試しに使ってみたら』（ごま書房新社、2018年）
- 『人生の大切なことに気づく　奇跡の物語』（かんき出版、2018年）
- 『静岡の怖い話』（TOブックス、2018年）
- 『《あの世》を味方につける超最強の生き方』（ヒカルランド、2018年）
- 『新潟の怖い話』（TOブックス、2018年）
- 『次元超突破体験「UFO/ETとのスーパーコンタクト」』（ヒカルランド、2018年）
- 『岡山の怖い話』（TOブックス、2018年）
- 『宮城の怖い話』（TOブックス、2018年）
- 『ゆうれい占い』（ハート出版、2018年）
- 『彩の国の怖い話』（TOブックス、2018年）
- 『岩手の怖い話』（TOブックス、2018年）
- 『茨城の怖い話2』（TOブックス、2019年）
- 『副業AV女優』（彩図社、2019年）
- 『日野日出志全仕事』（玄光社、2019年）
- 『宿にまつわる怪異譚』（イカロス出版、2020年）
- 『AV女優の家族』（光文社新書、2020年）
- 『日野日出志 トラウマ！怪奇漫画集』（イカロス出版、2020年）
- 『廃線寸前！銚子電鉄～"超極貧"赤字鉄道の底力』（交通新聞社、2021年）
- 『日野日出志 あなたの知らない！怪奇漫画集』（イカロス出版、2021年）
- 『オカルト怪異事典』（笠間書院、2021年）
- 『東北怪談』（TOブックス、2021年）
- 『伝説のAV女優』（彩図社、2021年）[6]
- 『鉄道にまつわる怪異譚』（イカロス出版、2022年）

### 共著・編著
- 『涙活公式ガイドブック』編著（ディスカヴァー・トゥエンティワン、2013年）
- 『涙活でストレスを流す方法』有田秀穂と共著（主婦の友社、2013年）
- 『辛酸なめ子と寺井広樹の「あの世の歩き方」』辛酸なめ子と共著（マキノ出版、2017年）
- 『涙星占い』レイナ里亜と共著（愛育出版、2017年）
- 『辛酸なめ子と寺井広樹の「あの世の歩き方」裏道マップ』（マキノ出版、2018年）
- 『日野日出志 泣ける！怪奇漫画集』編著（イカロス出版、2018年）
- 『崖っぷち銚子電鉄～なんでもありの生存戦略』竹本勝紀と共著（イカロス出版、2019年）
- 『しりあがり寿の死後の世界』しりあがり寿と共著（辰巳出版、2020年）

### 小説
- 『ボクと7通の手紙』（リンダパブリッシャーズ、2014年）
- 『泣き虫オトコと嘘泣きオンナ』（トランスワールドジャパン、2017年）
- 『電車を止めるな!』（PHP研究所、2019年）

### 絵本
- 『ぼくの天国ポスト』志茂田景樹と共著（絵本塾出版、2015年）
- 『ありがとう～Thank you～』（あさ出版、2016年）
- 『ないてるのはだれだ？』絵：早田優（愛育出版、2016年）
- 『べしらわ君』志茂田景樹と共著（愛育出版、2017年）
- 『「おに」と名づけられた、ぼく』木根尚登と共著（TOブックス、2017年）
- 『ナミダロイド』絵：唐橋充（辰巳出版、2018年）
- 『てがみのひみつ』（絵本塾出版、2019年）
- 『南米妖怪図鑑』（ロクリン社、2019年）
- 『ようかい でるでるばあ!!』絵：日野日出志（彩図社、2019年）

### 写真集
- 『泣き美女図鑑』（マイウェイ出版、2014年）企画・監修
- 『イケメソ男子』（リブレ、2015年）企画・監修

### 漫画アプリ・WEB連載
- 『ナミダロイド』（comico、2016年）原作
- 『リコンシキ』（ピッコマ、2018年）原作
- 『東京いい店泣ける店』（光文社、2018年～）

## 主な監修・出演番組

### テレビ
- 離婚式～人前でサヨナラを誓う夫婦たち（NHK BSプレミアム、2012年）
- スープカレー（TEAM NACS主演、北海道放送、2012年）離婚式監修
- タカトシの涙が止まらナイト（テレビ東京、2013年～2014年）企画協力
- 探検バクモン（NHK総合、2014年）
- バイキング（フジテレビ、2015年）
- 月曜から夜ふかし（日本テレビ、2015年）
- 科捜研の女（テレビ朝日、2016年）離婚式監修
- 水曜日のダウンタウン（TBS、2016年）
- 王様のブランチ（TBS、2017年）
- ぶらり途中下車の旅（日本テレビ、2017年）
- タモリ倶楽部（テレビ朝日、2018年）
- このマンガがすごい!（テレビ東京、2018年）離婚式監修
- リトルトーキョーライフ（テレビ東京、2019年）
- じっくり聞いタロウ〜スター近況（秘）報告〜（テレビ東京、2019年）
- MATSUぼっち（フジテレビ、2019年）
- Sexy Zoneの進化論（フジテレビTWO、2020年）
- スクール革命!（日本テレビ、2020年）
- 背筋も凍るほわ〜い話（TBS、2022年）
- 探偵!ナイトスクープ（朝日放送テレビ、2022年）

### 配信ドラマ
- 東京、愛だの、恋だの（Paravi、2021年）離婚式監修

### ラジオ
- 離婚さん、いらっしゃい。（KBS京都、2012年～2013年）パーソナリティ

## 映像作品

### 劇場映画
- 散歩屋ケンちゃん（2023年）監督・脚本

- 電車を止めるな!（2020年）原作・脚本

### ドキュメンタリー映画
- 伝説の怪奇漫画家・日野日出志（2019年）監督・撮影

### ミュージック・ビデオ
- RAM WIRE「Try The World」（2015年）試し書きコレクションとコラボ
- 當山みれい「君のとなり」（2016年）「Missing You」（2017年）プロデュース
- 安田レイ「きみのうた」（2017年）プロデュース
- 沢田知可子「天国ポスト」（2017年）プロデュース
- the peggies「I 御中〜文房具屋さんにあった試し書きだけで歌をつくってみました。〜」（2017年）プロデュース、2018年度グッドデザイン賞受賞[7]
- TJ「Don't you say ～いまはもう…。～」（2018年）プロデュース
- シクラメン「ようかい音頭」（2019年）プロデュース

## 歌詞提供
- 川嶋あい「Memorial Seasons」（2015年）
- Sayulee「神様からの手紙」（2015年）
- 沢田知可子「天国ポスト」（2017年）
- 當山みれい「Missing You」（2017年）
- 木根尚登「ともしび」（2017年）
- 和紗「涙の轍」（2018年）
- シクラメン「ようかい音頭」（2019年）

## CD・DVD
- オーディオブック「ボクと７通の手紙」（朗読：桜庭ななみ／e-Spirit Books、2015年）
- 涙活コンピ～世代を超える泣き歌集～（ビクターエンタテインメント、2015年）監修
- 確かにあの涙は恋だった。（ソニー・ミュージックレコーズ、2017年）監修
- 真夜中の怪談～漫画家たちの競演 （十影堂エンターテイメント、2019年）監督
- 真夜中の怪談～漫画家たちの怪演 （十影堂エンターテイメント、2020年）監督